# (15304) Wikberg
(15304) Wikberg (1992 UX4) – planetoida z grupy pasa głównego asteroid okrążająca Słońce w ciągu 4,85 lat w średniej odległości 2,86 j.a. Odkryta 21 października 1992 roku.